# Dichaetomyia mellea
Dichaetomyia mellea är en tvåvingeart som beskrevs av Malloch 1929. Dichaetomyia mellea ingår i släktet Dichaetomyia och familjen husflugor. Inga underarter finns listade i Catalogue of Life.